# Малгожата Глинка
Малгожата Глинка-Могентале (пољ. Małgorzata Glinka; Варшава, 30. септембар 1978) је пољска одбојкашица, чланица репрезентације Пољске. Двострука је првакиња Европе из 2003. и 2005. На првенству 2003. проглашеана је најбољом играчицом првенства, а исте године је изабрана за најбољу играчицу Европе.
Још као члан јуниорске репрезентације освојила је бронзу на Европском првенству за јуниорке 1996. у Анкари. На Светском првенству за јуниорке 1997. у Гдањску, изабрана је за најбољег нападача првенства.
Каријеру је започела 1993. у клубу Скра Варшава, да би 1999. из пољског клуба Калиш, отишла у италијански клуб Инопулос из Виченце, где остаје до 2003.. После Асистела из Новаре где игра од 2003. до 2005, одлази у Француску где у сезони 2005/06. игра у РК Кан.
Од 2006. игра у Шпанији у клубу Групо 2002 из Мурсије, где је и данас.
У Шпанији је проглашена за најкориснијег играча (MVP) лиге и MVP плеј офа за 2007. годину.